# 最後一戰3
《最後一戰3》（中国大陆又译作）是一款由Bungie開發的並一開始由Xbox 360獨占第一人稱射擊遊戲，2007年9月25日午夜在北美首发。於2014年11月被343 Industries加進Xbox1作爲《最後一戰：士官長合輯》中的一部分，并於2020年7月被加進windows版本的《最後一戰：士官長合輯》中。
《最後一戰3》是《最後一戰系列》的第三部作品，並在2006年E3大展上發佈了一段宣傳片。這段宣傳片描述士官長步行穿越沙漠並看見一座像在新蒙巴沙島上的太空電梯的巨型設備。當士官長向前走的時候，可塔娜說：「我挑戰神魔。 我是你的盾牌，我是你的利刃。我深知你、與你的過去與未來。這是世界終結之路。」可塔娜據推斷應該是被「蟲族」的主腦屍腦獸抓住，正如《最後一戰2》結尾一樣。士官長走到懸崖邊緣就停了下來，俯瞰那座被星盟飛船圍繞著的「先行者」的作品（也就是那座「太空電梯」）。Bungie說這段宣傳片發生在大概遊戲流程的1/3左右的地方。
前傳遊戲《最後一戰3：ODST》於2009年9月發售。續作《最後一戰4》於2012年11月發售，由新工作室343 Industries開發。

## 故事劇情
本集共分9關，敵人的種類比以往的多，新增的有鬼面獸蟲族和蟲族的3種純型態。值得一提的是，以往的星盟精英被先知宣布為背叛者，轉而與人類合作；其領導地位被鬼面獸取代，這是《最後一戰3》特別提及有關鬼面獸創作的原因。
故事是緊接《最後一戰2》，士官長回到地球，遇見神風烈士，自此他們二人並肩作戰。
故事的結局是，控制所有光環的方舟被毀，7個星環失效。人類開始重建家園，士官長「失去下落」，去到一個不明的地方，進入深度睡眠（如果以傳奇難度通關則會出現隱藏劇情：士官長沉睡的飛船正在飛向一個新的星球。），方舟上的蟲族連同首領屍腦獸在方舟爆炸中被消滅（但是其他地區仍有蟲族存在），星盟徹底瓦解，神風烈士成為精英族的首領，並回到自己的家園。

## 營銷發售

### 發售版本
《最後一戰3》發售三個不同版本，分別是普通版、限量版及傳奇珍藏版。其中傳奇珍藏版只有美版和歐版。

## 下載內容
- 2008年3月18號 - 最後一戰 3 英雄地圖套件
- 2008年4月15號 - Halo 3 傳奇地圖套件
- 2008年7月7號 - 冷藏室地圖
- 2009年4月9號 - Halo 3 Mythic 地圖套件
- 2010年2月2號 - Halo 3 神話地圖套件 II

## 外部連結
- （英文）Halo3官方網站
- （英文）Bungie.net上的Halo3官方網站 （页面存档备份，存于）
- （英文）Xbox.com上的Halo 3 （页面存档备份，存于）
- （繁體中文）Xbox.com（香港）上的Halo 3 （页面存档备份，存于）
- （繁體中文）Xbox.com（台灣）上的Halo 3 （页面存档备份，存于）
- （英文）Halopedia上的Halo 3 （页面存档备份，存于）